# 로라 네이티보

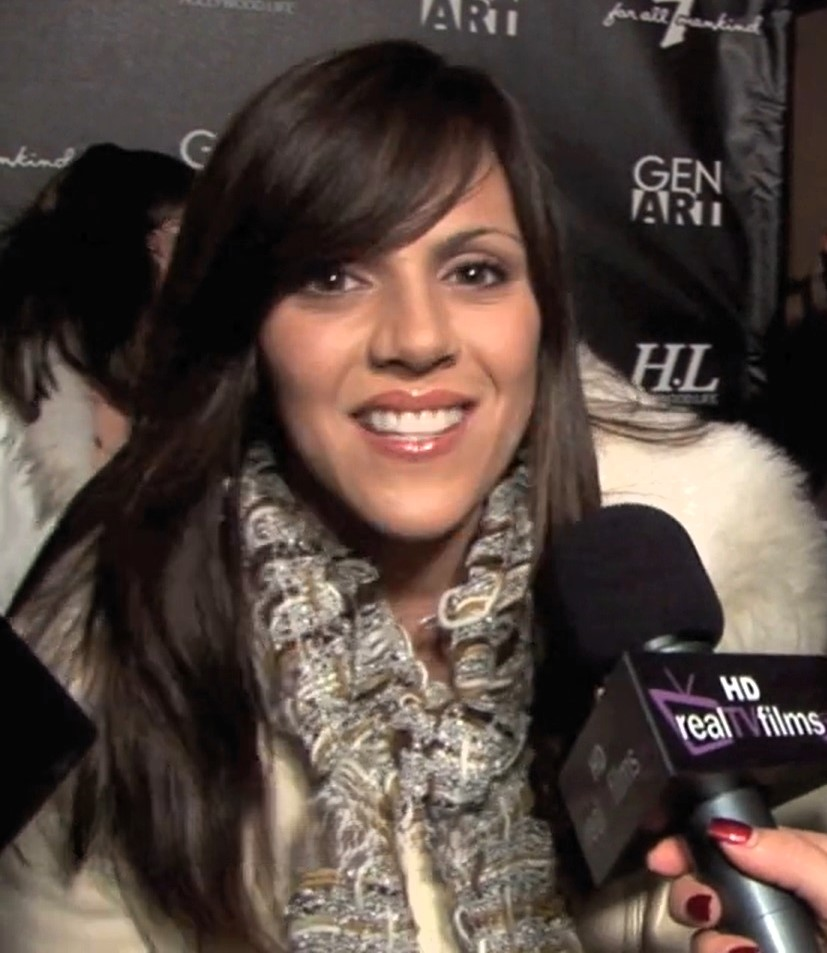

로라 네이티보(Laura Nativo, 1980년 10월 16일 ~ )는 미국의 배우, 영화배우이다.

## 영화
- 어 도그 & 포니 쇼 (2016년)
- 알파 독 (2006년)
- 버스 리타 (2003년) - 에린 역
- 아쿠아노이드 (2003년) - 바네사 역
- 블리드 (2002년) - 로라 역